# Ifangni
Ifangni is een van de 77 gemeenten (communes) in Benin. De gemeente ligt in het departement Plateau en heeft een oppervlakte van 242 km². De gemeente telt 110.973 inwoners (2013). De gemeente is opgedeeld in zes arrondissementen:
- Banigbé
- Daagbé
- Ifangni
- Ko-Koumolou
- Laagbè
- Tchaada

Ifangni ligt op 66 km van Cotonou. De gemeente grenst in het oosten aan Nigeria. De gemeente ligt op een laag plateau dat in het oosten doorkruist wordt door de vallei van de Igidi.
Belangrijke economische activiteiten zijn de handel en de landbouw, met onder andere de productie van palmolie.

## Bevolking
In 2002 telde de gemeente 71.606 inwoners. In 2013 waren dit 110.973 inwoners.
De belangrijkste bevolkingsgroepen zijn de Yoruba, de Goun en de Tolinu.
In 2002 was 31,4% van de bevolking katholiek, 3,5% protestants en 15,8% moslim. Er zijn ook veel aanhangers van inheemse godsdiensten.
Opm: Bevolkingscijfers in duizendtallen
Bron: Ifangni Commune in Benin; 1979-2013: volkstellingen
Bron: Institut National de la Statistique Benin; 2013: volkstelling

## Geboren
- Louis Vlavonou (1953), politicus